# Elaeocarpus seringii
Elaeocarpus seringii là một loài thực vật có hoa trong họ Côm. Loài này được Montrouz. mô tả khoa học đầu tiên năm 1860.